# Saison 2018-2019 du Standard de Liège
Maillots
Chronologie
Saison précédente Saison suivante
La saison 2018-2019 du Standard de Liège voit le club évoluer en Jupiler Pro League. C'est la 102e saison du club au plus haut niveau du football belge, et la 97e consécutive, c'est le record absolu en Belgique. Il participe également à la Coupe de Belgique ainsi qu'à la Ligue des champions dès le troisième tour préliminaire, avant d'être repêché en Ligue Europa.
Le club fête également ses 120 années d'existence.

## Tableau des transferts
| Arrivées            |           |          |              |                |                          |
| Mehdi Carcela       | Milieu    | Maroc    | Juin 2021    | 2,5 M€         | Grenade CF               |
| Luis Pedro Cavanda  | Défenseur | Belgique | Juin 2022    | 2,4 M€         | Galatasaray SK           |
| Zinho Vanheusden    | Défenseur | Belgique | Juin 2019    | Prêt           | FC Internazionale Milano |
| Senna Miangue       | Défenseur | Belgique | Juin 2020    | Prêt           | Cagliari Calcio          |
| Samuel Bastien      | Milieu    | Belgique | Juin 2022    | 3 M€           | AC Chievo Vérone         |
| Orlando Sá          | attaquant | Portugal | Juin 2020    | ?€             | Henan Construction FC    |
| Maxime Lestienne    | ailier    | Belgique | Juin 2022    | Libre          | Rubin Kazan              |
| Obbi Oularé         | attaquant | Belgique | Juin 2019    | Prêt           | Watford FC               |
| Départs             |           |          |              |                |                          |
| Geórgios Koutroubís | Défenseur | Grèce    | Juin 2018    | Fin de contrat | Sans club                |
| Beni Badibanga      | Attaquant | Belgique | Juin 2019    | ?€             | Waasland-Beveren         |
| Jean-Luc Dompé      | Ailier    | France   | Juillet 2019 | Libre          | KAA La Gantoise          |
| Farouk Miya         | Milieu    | Ouganda  | Juillet 2020 | ?€             | HNK Gorica               |
| Ishak Belfodil      | Attaquant | Algérie  | Juillet 2020 | 5,5 M€         | TSG 1899 Hoffenheim      |
| Mathieu Dossevi     | Milieu    | Togo     | Juillet 2020 | 3 M€           | FC Metz                  |
| Edmilson Junior     | Milieu    | Brésil   | Juillet 2019 | 6 M€           | Al Duhail SC             |

| Arrivées            |           |                    |           |               |                |
| Nicolas Raskin      | Milieu    | Belgique           | Juin 2024 | 100 k€        | La Gantoise    |
| Alen Halilović      | Milieu    | Croatie            | Juin 2020 | Prêt + 600 k€ | AC Milan       |
| Départs             |           |                    |           |               |                |
| Christian Luyindama | Défenseur | Rép. dém. du Congo | Juin 2022 | Prêt + 3 M€   | Galatasaray SK |

## Déroulement de la saison
Le Standard annonce à la fin du mois de mai 2018 le retour de Michel Preud'homme en tant qu'entraîneur : il signe un contrat de 4 ans et sera assisté par Emilio Ferrera. "MPH" occupe aussi la fonction de vice-président et se voit confier un rôle d'administrateur du club. Au niveau des arrivées, Samuel Bastien (Chievo Verone) rejoint le Standard le 14 juin. Gojko Cimirot est courtisé par le club d'Al Ahli mais restera en bord de Meuse. L'option d'achat de Mehdi Carcela est levée, l'enfant de Sclessin signant dès lors un contrat jusque 2021. Idem pour le défenseur chypriote Konstantinos Laifis et pour Luis Pedro Cavanda. Le 28 juin, le jeune défenseur latéral gauche anversois Senna Miangue rejoint le Standard, prêté pour deux ans avec option d'achat par le club italien de Cagliari. Après quelques mois passés en Chine, Orlando Sá rentre au bercail. L'ailier Maxime Lestienne, libre de tout contrat, intègre aussi les rangs des Rouches.
Au rayon des départs, Ishak Belfodil (déjà en prêt au Werder Brême) rejoint Hoffenheim et Metz lève l'option de Mathieu Dossevi, tandis que Bolingi part définitivement à l'Antwerp pour 4 ans au terme de son prêt à Mouscron. Assez peu utilisé pendant la saison précédente, Duje Čop est prêté pour un an avec option d'achat au Real Valladolid.
La Supercoupe de Belgique 2018 est un bis repetita de celle jouée deux ans plus tôt entre le FC Bruges et le Standard, se terminant sur le même score de 2 buts à 1 en faveur des Brugeois. À l'issue du match, Edmilson Junior, buteur de ce match pour les Rouches, annonce son départ immédiat pour le Qatar. En coupe de Belgique, le Standard est éliminé d'entrée de jeu, battu 1-2 par le FC Knokke, formation évoluant en division 1 Amateurs.
La deuxième place acquise lors du championnat précédent permet au Standard de participer au troisième tour préliminaire de la Ligue des champions, face à l'Ajax Amsterdam, futur demi-finaliste de cette compétition. Le match aller à Sclessin se termine par un score de 2-2 alors que les Liégeois étaient menés 0-2. Le match retour à Amsterdam voit les Standardmen sombrer (défaite 3-0). Éliminés de cette compétition, les Rouches, grâce à leur victoire en coupe de Belgique, participent néanmoins à la phase de groupes de la Ligue Europa 2018-2019 où ils héritent dans le groupe J du FC Séville, quintuple vainqueur de la compétition, des Russes du FK Krasnodar et des Turcs d'Akhisar Belediyespor, club néophyte sur la scène européenne. Malgré un carton plein réalisé à Sclessin dont une victoire 1-0 contre le FC Séville, alors leader du championnat d'Espagne et un total de 10 points sur 18, le Standard termine troisième de son groupe et est éliminé de cette compétition. Le club boucle l'année 2018 en quatrième position du championnat national. 
Le mercato hivernal se termine par le départ de quatre joueurs partis en prêt : Carlinhos, Valeriy Luchkevych, Uche Agbo et Christian Luyindama. Si le départ des trois premiers en manque de temps de jeu ne semble a priori pas trop préjudiciable pour le club, celui de Luyindama pour le club turc de Galatasaray, le dernier jour du mercato, a fait couler beaucoup d'encre : le solide défenseur central congolais surnommé le Roc ou le Boss était devenu un pion important de l'équipe liégeoise. Côté arrivées, le milieu croate Alen Halilović et le jeune Nicolas Raskin rejoignent les Rouches.
Auteurs d'une assez belle fin de parcours en phase régulière du championnat (dont une "remontada" contre Waasland-Beveren, de 0/3 à 4/3), les Liégeois abordent les play-offs 1 2019 en troisième position derrière le KRC Genk et le Club de Bruges mais devant le RSC Anderlecht, La Gantoise et l'Antwerp.
Le Standard entame ses play-offs par une victoire 3-1 à domicile face à l'Antwerp, grâce notamment à un coaching gagnant de "MPH" (entrée de Moussa Djenepo au début de la seconde mi-temps, le Standard étant alors mené 0-1).
La journée suivante propose un déplacement face à La Gantoise : les Liégeois l'emportent 1-2 contre le cours du jeu et assez chanceusement comme l'avouera MPH. Le Standard conserve donc sa troisième place et se retrouve à 1 point du Club de Bruges, deuxième.
C'est chez ces mêmes Brugeois que se rendent ensuite les Rouches. Après une bonne entame de match, un CSC malheureux de la part du jeune et prometteur défenseur Zinho Vanheusden plonge le Standard dans le désarroi. Ils recevront une claque 4-0.
Arrive alors le "Clasico" tant attendu : Standard - RSC Anderlecht. Le contexte est particulier pour des Bruxellois en très mauvaise posture : restant sur 3 défaites consécutives lors de ces play-offs et subissant une énorme pression de la part de leurs supporters, ils se devaient de remporter ce match dans "L'Enfer de Sclessin", sold-out pour l'occasion. Les Liégeois entament le match pied au plancher et après un magnifique but annulé d'Alen Halilović, Răzvan Marin & Paul-José Mpoku parviennent rapidement à inscrire 2 goals. Le match est plusieurs fois interrompu par des supporters mauves, ceux-ci jetant des fumigènes sur la partie du terrain où se situe le gardien Rouche Guillermo Ochoa. La rencontre sera définitivement arrêtée après 31 minutes de jeu, un score de forfait (5-0) en faveur du Standard étant acté quelques jours plus tard.
Les cinquième et sixième journées mettent fin aux éventuels espoirs de titre pour le club. Le Standard est battu à Sclessin 1-3 contre le KRC Genk puis 2-1 à l'Antwerp (Renaud Emond manquant un pénalty alors que le score était de 1-1) et rétrograde ainsi à la quatrième place du classement. Les deux rencontres suivantes confirment la méforme du club : les Liégeois sont battus 2-1 à Anderlecht puis 2-3 à domicile contre La Gantoise grâce à un but des Buffalos à la dernière minute.
Lors de l'avant dernière journée des play-offs, Răzvan Marin joue son dernier match au stade Maurice Dufrasne contre le Club Brugge et inscrit par la même occasion un doublé (victoire du Standard 2-0). Il rejoindra l'Ajax Amsterdam pour une somme annoncée de 12,5 millions d'euros. À la fin de la rencontre, Guillermo Ochoa annonce qu'il va quitter le club à la fin de la saison.
Guillermo Ochoa est élu joueur de la saison par les supporters alors que Renaud Emond finit meilleur buteur du Standard avec 16 réalisations. 
La saison 2018-2019 se termine par un match nul (0-0) obtenu sur le terrain du nouveau champion de Belgique, le KRC Genk. Ce résultat conjugué à une défaite de l'Antwerp au Club de Bruges permet aux Liégeois de monter sur la troisième marche du podium et de s'assurer une participation à la Ligue Europa 2019-2020. Le lendemain, le club annonce la fin de sa collaboration avec Olivier Renard, son directeur du recrutement. 

## Résultats

### Matchs de préparation
| Date       | Adversaire            | Division             | Lieu           | Résultat | Buteurs pour le Standard                          |
| ---------- | --------------------- | -------------------- | -------------- | -------- | ------------------------------------------------- |
| 23/06/2018 | RFCB Sprimont         | Division 3 Amateur   | Sprimont Ext.  | 2-5      | Patoulidis, Emond (pen), Emond, Bastien, Liongola |
| 27/06/2018 | R. Stade waremmien FC | Division 2 Amateur   | Waremme Ext.   | 3-3      | Cop, Liongola, Mmaee                              |
| 30/06/2018 | AS Nancy-Lorraine     | Ligue 2              | Rochefort Dom. | 1-2      | Emond                                             |
| 08/07/2018 | KFCO Beerschot        | Division 1B          | Arnhem Ext.    | 1-0      |                                                   |
| 14/07/2018 | Celtic Glasgow        | Scottish Premiership | Glasgow Ext.   | 4-1      | Cop                                               |
| 18/07/2018 | AFC Tubize            | Division 1B          | Tubize Ext.    | 0-1      | Cop                                               |
| 28/07/2018 | OH Leuven             | Division 1B          | Louvain Ext.   | 0-1      | Carlhinos                                         |

### Supercoupe de Belgique
| Date       | Adversaire     | Lieu | Résultat | Buteurs pour le Standard | Affluence |
| ---------- | -------------- | ---- | -------- | ------------------------ | --------- |
| 22/07/2018 | Club Bruges KV | Ext. | 2-1      | Edmilson Jr. 49e         | 16 000    |

### Division 1A

#### Phase régulière
| Date               | N o | Adversaire         | Lieu | Résultat | Buteurs pour le Standard                   | Points | Place | Affluence |
| ------------------ | --- | ------------------ | ---- | -------- | ------------------------------------------ | ------ | ----- | --------- |
| 27/07/2018 - 20:30 | J01 | La Gantoise        | Dom. | 3 - 2    | Djenepo 10e, M'Poku 59e(pen.), Emond 78e   | 3      | 4e    | 21 169    |
| 03/08/2018 - 20:30 | J02 | Waasland-Beveren   | Ext. | 0 - 0    |                                            | 4      | 5e    | 3 833     |
| 11/08/2018 - 18:00 | J03 | Cercle Bruges      | Dom. | 0 - 0    |                                            | 5      | 6e    | 18 018    |
| 18/08/2018 - 18:00 | J04 | Sporting Lokeren   | Ext. | 0 - 3    | M'Poku 65e(pen.), Carcela 79e, Bastien 90e | 8      | 4e    | 3 978     |
| 25/08/2018 - 18:00 | J05 | STVV               | Dom. | 3 - 2    | Fai 7e, Luyindama 80e, Emond 90e           | 11     | 4e    | 17 592    |
| 01/09/2018 - 18:00 | J06 | KAS Eupen          | Ext. | 2 - 1    | Emond 9e                                   | 11     | 6e    | 5 522     |
| 15/09/2018 - 18:00 | J07 | Sporting Charleroi | Dom. | 0 - 0    |                                            | 12     | 6e    | 21 270    |
| 23/09/2018 - 18:00 | J08 | RSC Anderlecht     | Ext. | 2 - 1    | Djenepo 45e                                | 12     | 8e    | 20 295    |
| 30/09/2018 - 18:00 | J09 | KV Oostende        | Ext  | 1 - 3    | Djenepo 24e, 48e, Emond 59e(pen.)          | 15     | 5e    | 5 423     |
| 07/10/2018 - 18:00 | J10 | Club Brugge        | Dom. | 3 - 1    | Carcela 37e, Emond 62e, Marin 79e          | 18     | 5e    | 22 292    |
| 20/10/2018 - 18:00 | J11 | RE Mouscron        | Ext. | 0 - 0    |                                            | 19     | 5e    | 8 872     |
| 28/10/2018 - 14:30 | J12 | Genk               | Dom. | 1 - 1    | Luyindama 90+2e                            | 20     | 6e    | 21 874    |
| 01/11/2018 - 18:00 | J13 | SV Zulte Waregem   | Ext. | 3 - 1    | Lestienne 23e                              | 20     | 6e    | 8 040     |
| 04/11/2018 - 14:30 | J14 | Antwerp            | Dom. | 0 - 2    |                                            | 20     | 7e    | 20 082    |
| 11/11/2018 - 18:00 | J15 | KV Kortrijk        | Ext. | 0 - 2    | Lestienne 1re, M'Poku 76e(pen.)            | 23     | 7e    | 7 963     |
| 24/11/2018 - 18:00 | J16 | KAS Eupen          | Dom. | 3 - 0    | Kosanoviċ 19e, M'Poku 39e(pen.), 79e       | 26     | 6e    | 15 356    |
| 02/12/2018 - 14:30 | J17 | Club Brugge        | Ext. | 3 - 0    |                                            | 26     | 7e    | 23 964    |
| 08/12/2018 - 20:30 | J18 | STVV               | Ext. | 1 - 1    | Oularé 59e                                 | 27     | 8e    | 9 196     |
| 16/12/2018 - 20:00 | J19 | SV Zulte Waregem   | Dom. | 4 - 1    | Carcela 11e, 36e, Emond 57e, 68e(pen.)     | 30     | 7e    | 13 921    |
| 22/12/2018 - 20:30 | J20 | KV Oostende        | Dom. | 3 - 1    | Djenepo 2e, Marin 12e, Vanheusden 23e      | 33     | 4e    | 17 535    |
| 26/12/2018 - 18:00 | J21 | Sporting Charleroi | Ext. | 0 - 1    | M'Poku 31e                                 | 36     | 4e    | 12 653    |
| 19/01/2019 - 18:00 | J22 | KV Kortrijk        | Dom. | 2 - 1    | Emond 65e(pen.), Luyindama 90+2e           | 39     | 4e    | 17 629    |
| 25/01/2019 - 20:30 | J23 | Antwerp            | Ext. | 1 - 1    | Lestienne 74e                              | 40     | 4e    | 13 423    |
| 03/02/2019 - 18:00 | J24 | RSC Anderlecht     | Dom. | 2 - 1    | Marin 22e, M'Poku 89e                      | 43     | 4e    | 27 245    |
| 08/02/2019 - 20:30 | J25 | Genk               | Ext. | 2 - 0    |                                            | 43     | 4e    | 22 120    |
| 15/02/2019 - 20:30 | J26 | Sporting Lokeren   | Dom. | 3 - 1    | Marin 16e, Lestienne 31e, Emond 69e        | 46     | 3e    | 18 223    |
| 22/02/2019 - 20:30 | J27 | La Gantoise        | Ext. | 2 - 1    | Emond 90+1e                                | 46     | 3e    | 16 836    |
| 01/03/2019 - 20:30 | J28 | RE Mouscron        | Dom. | 1 - 1    | Marin 54e                                  | 47     | 4e    | 19 118    |
| 10/03/2019 - 18:00 | J29 | Cercle Bruges      | Ext. | 1 - 2    | Emond 17e, 35e                             | 50     | 3e    | 5 345     |
| 17/03/2019 - 18:00 | J30 | Waasland-Beveren   | Dom. | 4 - 3    | Bokadi 55e, Djenepo 56e, 59e, Sá 78e       | 53     | 3e    | 18 261    |

#### Play-Offs 1
| Date               | N o | Adversaire     | Lieu | Résultat | Buteurs pour le Standard                               | Points | Place | Affluence |
| ------------------ | --- | -------------- | ---- | -------- | ------------------------------------------------------ | ------ | ----- | --------- |
| 29/03/2019 - 20:30 | J01 | Antwerp        | Dom. | 3 - 1    | Djenepo 71e, Cavanda 81e, Laifis 88e                   | 30     | 3e    | 21 806    |
| 03/04/2019 - 20:30 | J02 | La Gantoise    | Ext. | 1 - 2    | Emond 45e, Marin 90e(pen.)                             | 33     | 3e    | 16 974    |
| 08/04/2019 - 20:30 | J03 | Club Brugge    | Ext. | 4 - 0    |                                                        | 33     | 3e    | 24 785    |
| 12/04/2019 - 20:30 | J04 | RSC Anderlecht | Dom. | 5 - 0    | Marin 22e, Mpoku 30e(pen.) > arrêté > score de forfait | 36     | 3e    | 24 500    |
| 19/04/2019 - 20:30 | J05 | Genk           | Dom. | 1 - 3    | Marin 82e                                              | 36     | 3e    | 24 300    |
| 26/04/2019 - 20:30 | J06 | Antwerp        | Ext. | 2 - 1    | Vanheusden 45e                                         | 36     | 4e    | 14 843    |
| 05/05/2019 - 14:30 | J07 | RSC Anderlecht | Ext. | 2 - 1    | Carcela 50e                                            | 36     | 4e    | 20 178    |
| 10/05/2019 - 20:30 | J08 | La Gantoise    | Dom. | 2 - 3    | Bastien 30e, Lestienne 81e                             | 36     | 4e    | 19 781    |
| 16/05/2019 - 20:30 | J09 | Club Brugge    | Dom. | 2 - 0    | Marin 68e(pen.), Marin 89e                             | 39     | 3e    | 20 457    |
| 19/05/2019 - 18:00 | J10 | Genk           | Ext. | 0 - 0    |                                                        | 40     | 3e    | 21 624    |

### Coupe de Belgique
| Date               | Tour | Club visité       | Club visiteur | Aller | Total | Retour | Buteurs pour le Standard | Affluence |
| ------------------ | ---- | ----------------- | ------------- | ----- | ----- | ------ | ------------------------ | --------- |
| 26/09/2018 - 20:30 | 1/16 | Standard de Liège | R. Knokke FC  | 1 - 2 |       |        | Sá 57e(pen.)             |           |

### Ligue des champions
| Date                                  | Tour                     | Club visité       | Club visiteur  | Aller   | Total | Retour  | Buteurs pour le Standard          | Affluence     |
| ------------------------------------- | ------------------------ | ----------------- | -------------- | ------- | ----- | ------- | --------------------------------- | ------------- |
| 07/08/2018 - 20:00 14/08/2018 - 20:30 | 3e tour de qualification | Standard de Liège | Ajax Amsterdam | 2 - 2 0 | 2 - 5 | 0 0 - 3 | Carcela 67e, Emond 90e (pen.) · 0 | 20 355 51 841 |

### Ligue Europa
| Date               | Tour     | Adversaire           | Lieu | Score | Buteurs pour le Standard | Points | Affluence |
| ------------------ | -------- | -------------------- | ---- | ----- | ------------------------ | ------ | --------- |
| 20/09/2018 - 18:55 | Groupe J | FC Séville           | Ext  | 5-1   | Djenepo 40e              | 0      | 30 003    |
| 04/10/2018 - 21:00 | Groupe J | Akhisar Belediyespor | Dom  | 2-1   | Emond 17e, Djenepo 39e   | 3      | 8 233     |
| 25/10/2018 - 21:00 | Groupe J | FK Krasnodar         | Dom  | 2-1   | Emond 47e, Laifis 90+3e  | 6      | 8 393     |
| 08/11/2018 - 18:55 | Groupe J | FK Krasnodar         | Ext  | 2-1   | Carcela 19e              | 6      | 21 526    |
| 29/11/2018 - 21:00 | Groupe J | FC Séville           | Dom  | 1-0   | Djenepo 62e              | 9      | 12 882    |
| 13/12/2018 - 18:55 | Groupe J | Akhisar Belediyespor | Ext  | 0-0   |                          | 10     | 2 674     |

| Rang | Équipe               | Pts | J | G | N | P | Bp | Bc | Diff |  | Résultats (▼ dom., ► ext.) |     |     |     |     |
| ---- | -------------------- | --- | - | - | - | - | -- | -- | ---- |  | -------------------------- | --- | --- | --- | --- |
| 1    | Séville FC           | 12  | 6 | 4 | 0 | 2 | 18 | 6  | +12  |  | Séville FC                 |     | 3-0 | 5-1 | 6-0 |
| 2    | FK Krasnodar         | 12  | 6 | 4 | 0 | 2 | 8  | 8  | 0    |  | FK Krasnodar               | 2-1 |     | 2-1 | 2-1 |
| 3    | Standard de Liège    | 10  | 6 | 3 | 1 | 2 | 7  | 9  | -2   |  | Standard de Liège          | 1-0 | 2-1 |     | 2-1 |
| 4    | Akhisar Belediyespor | 1   | 6 | 0 | 1 | 5 | 4  | 14 | -10  |  | Akhisar Belediyespor       | 2-3 | 0-1 | 0-0 |     |

## Statistiques
Les matchs amicaux ne sont pas pris en compte.  
- Renaud Emond est le meilleur buteur de la saison avec 16 réalisations.
- Răzvan Marin et Mehdi Carcela sont les meilleurs passeurs de la saison avec 9 passes décisives.
- Guillermo Ochoa et Kostas Laifis sont les joueurs les plus utilisés de la saison avec 48 matchs joués.

### Classement des buteurs
| Rang | Joueur              | Buts |
| ---- | ------------------- | ---- |
| 1er  | Renaud Emond        | 16   |
| 2e   | Moussa Djenepo      | 11   |
| 3e   | Răzvan Marin        | 10   |
| 4e   | Paul-José M'Poku    | 8    |
| 5e   | Mehdi Carcela       | 7    |
| 6e   | Maxime Lestienne    | 5    |
| 7e   | Christian Luyindama | 3    |
| 8e   | Samuel Bastien      | 2    |
| 8e   | Konstantínos Laḯfis | 2    |
| 8e   | Orlando Sá          | 2    |
| 8e   | Zinho Vanheusden    | 2    |
| 12e  | Merveille Bope      | 1    |
| 12e  | Luis Pedro Cavanda  | 1    |
| 12e  | Edmilson Junior     | 1    |
| 12e  | Collins Fai         | 1    |
| 12e  | Miloš Kosanović     | 1    |
| 12e  | Obbi Oularé         | 1    |